# Soyouz TMA-8
TMA-8 est une mission Soyouz vers la Station spatiale internationale en 2006, elle a pour particularité d'avoir envoyé le premier astronaute brésilien dans l'espace et ramené la première femme touriste spatiale.

## Décollage
Il a décollé avec à son bord :
- Pavel Vinogradov (2) - Russie.

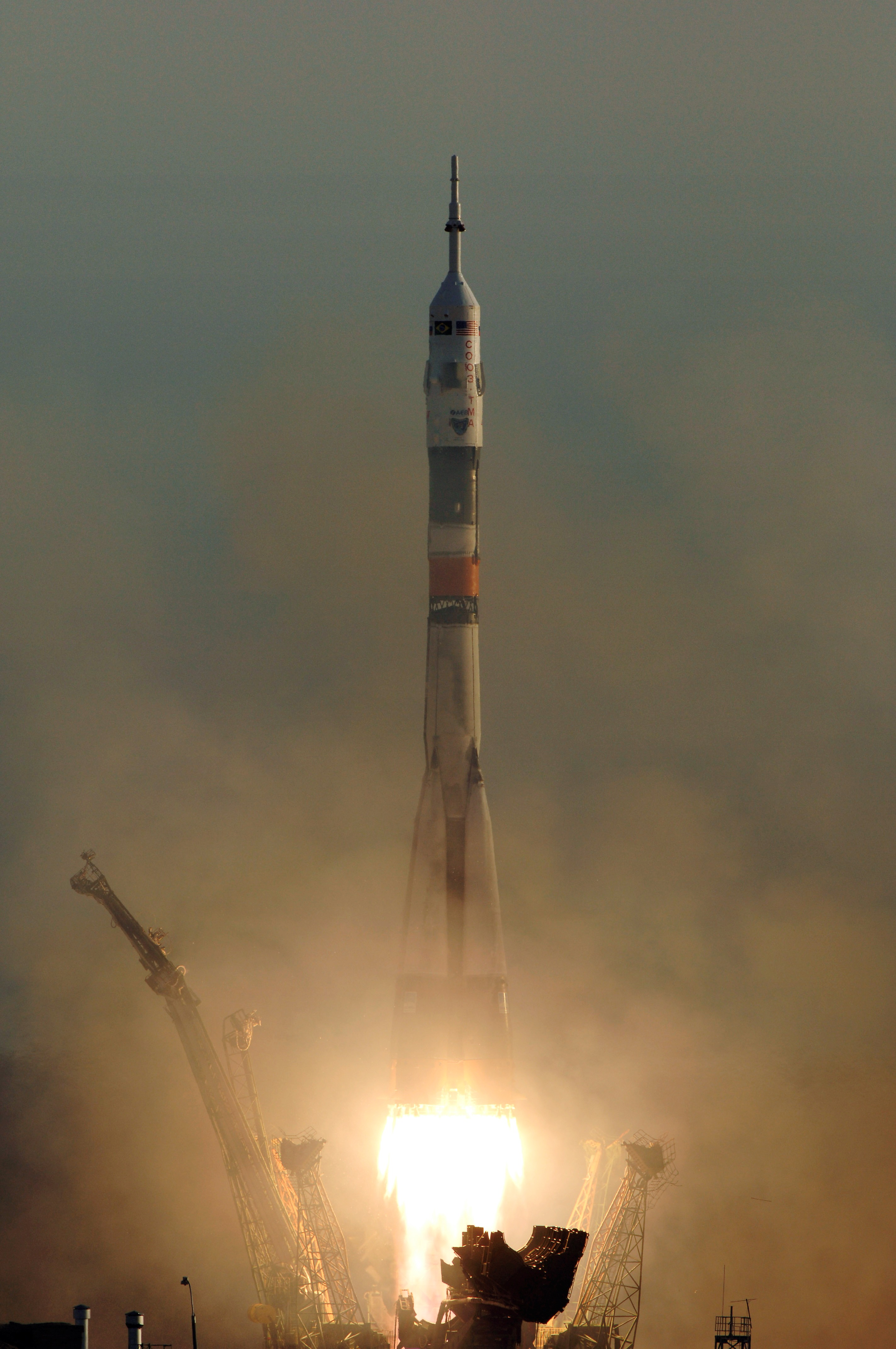
Le lancement du Soyouz TMA-8.

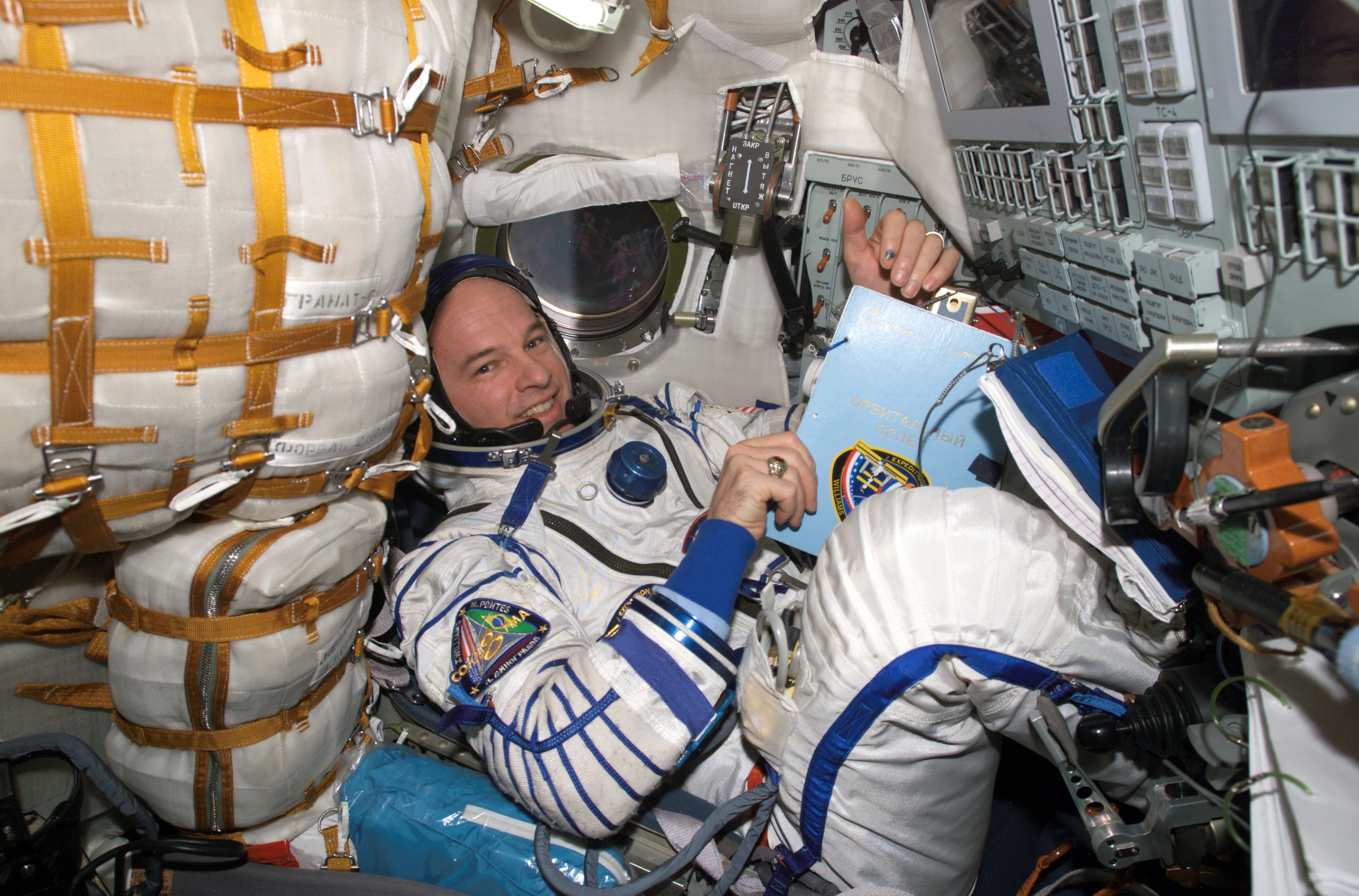
L'astronaute Jeffrey Williams dans le Soyouz TMA-8.

- Jeffrey Williams (2) - États-Unis.
- Marcos Pontes (1) - Brésil.

## Atterrissage

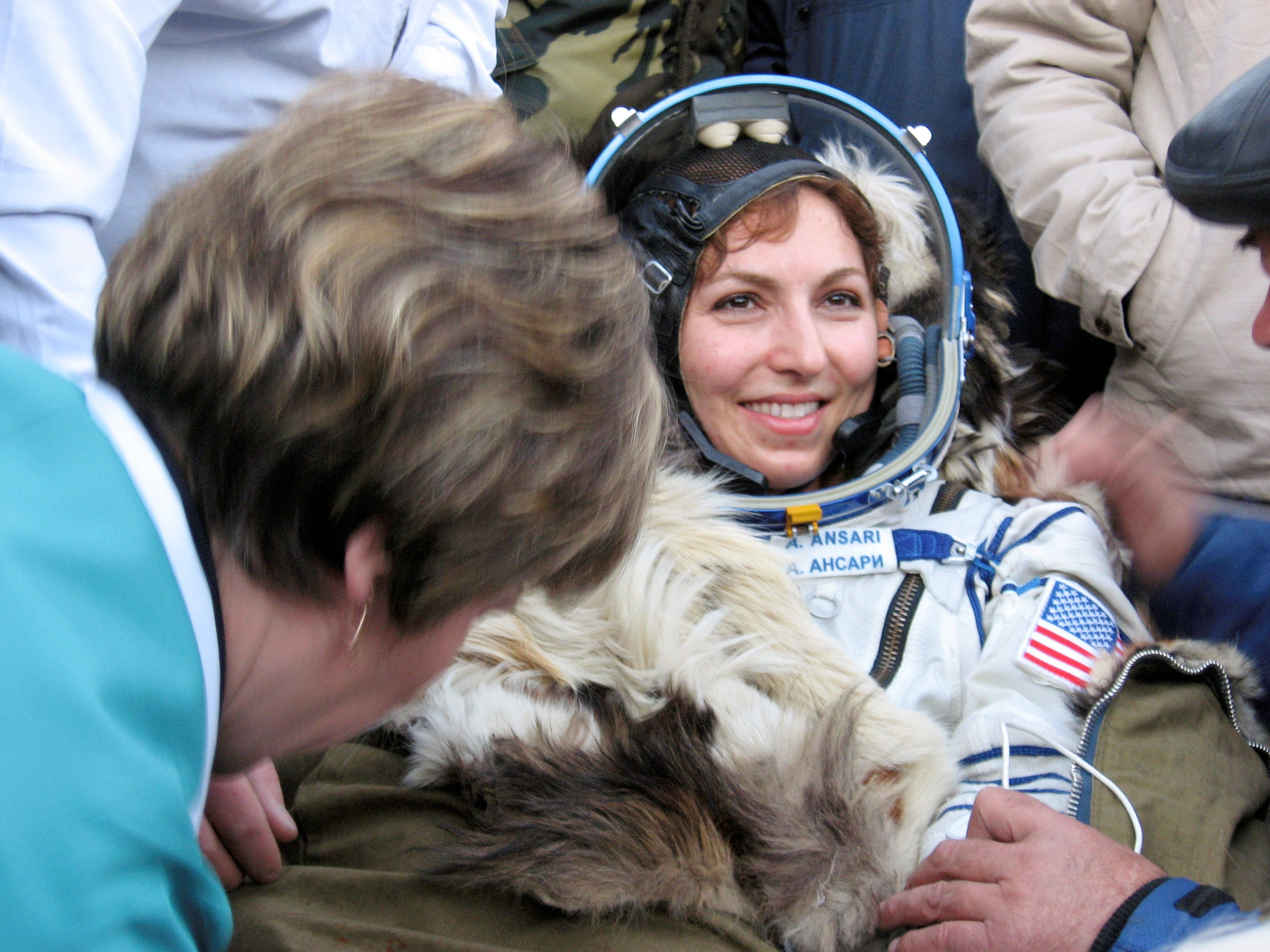
La première femme touriste spatiale Anousheh Ansari.

Le Soyouz se sépare de la Station spatiale internationale (ISS) le 28 septembre 2006 à 21 h 53 TU et atterrit avec succès dans les steppes du Kazakhstan le 29 septembre 2006 à 1 h 13 TU. Ce Soyouz ramenait sur Terre :
- Le cosmonaute Pavel Vinogradov (commandant du 13e équipage permanent de l'ISS).
- L'astronaute Jeffrey Williams (ingénieur de bord de ce 13e équipage permanent).
- La première femme touriste spatiale, Anousheh Ansari.